# 沙姑马山
沙姑马山是《郑和航海图》中的忽鲁谟斯国回古里国过洋牵星图以及《顺风相送》中的《古里往忽鲁谟斯·回针》所提及的地名。在《郑和航海图》中的同一张图里亦作沙马姑山。《顺风相送》中的《各处州府山形水势深浅泥沙地礁石之图》还提到了沙姑山，而《古里往忽鲁谟斯》提到了姑马山，这两个名称是否等同于沙姑马山尚有争议。
中外学者对沙姑马山（以及沙姑山、姑马山）今为何处说法不一，但都推断其大致位于阿曼东哈杰尔山脉一带。

## 海米斯山说
朱鉴秋和李万权认为“沙姑马山”与“姑马山”都是指海米斯山（Jabal Khamīs22°22′59″N 59°26′43″E / 22.38306°N 59.44528°E），其高度为883米。徐勝一和陳有志认同此说，并提出“沙姑山”是东哈杰尔山脉（Al Ḥajar ash Sharqī）。海米斯山位于东哈杰尔山脉的东南端。

## 古赖亚特山说
John Vivian Gottlieb Mills认为“沙姑马山”是古赖亚特山（Jabal Qurayyāt23°09′15″N 58°43′19″E / 23.15417°N 58.72194°E）。这座山位于东哈杰尔山脉北段，耸立在代盖干河（Wādī Ḑayqah）即“魔鬼裂口”（Devil's Gap）的北侧，高1,899米。

## 舍杰尔与古迈莱说
周运中认为“沙姑马山”是“沙姑山”的讹记，后者取自舍杰尔角（Raʾs ash Shajar / Ras Shagar22°58′09″N 59°11′09″E / 22.96917°N 59.18583°E）；“姑马山”则是古迈莱角（Raʾs Qumaylah / Ras Gumaila}}21°56′54″N 59°39′09″E / 21.94833°N 59.65250°E），亦作艾西莱角（Raʾs Aṣīlah）。从舍杰尔角可以看见拜尼贾比尔山（Jabal Banī Jābir），此山亦属于东哈杰尔山脉。古迈莱角西南方约8千米处有一座古迈莱山（Jabal Qumaylah21°56′05″N 59°34′55″E / 21.93472°N 59.58194°E）。

## 古赖耶山说
本维基百科条目的创建者将Mills提出的阿曼古赖亚特山混淆成了阿联酋古赖耶村附近的古赖耶山（Jabal Qurayyah25°15′19″N 56°20′14″E / 25.25528°N 56.33722°E）；基于这一错误，创建者将本条目与古赖耶山之英文维基条目（维基数据项目：Jabal Qurayyah；英文条目现已删除）连结，导致古赖耶山在谷歌地图上的中文名显示为“沙姑马”。此讹说竟也被学者接受。